# Daliboř
Daliboř je přírodní památka u Horky nad Moravou v okrese Olomouc. Správuje ji CHKO Litovelské Pomoraví. Důvodem ochrany je zbytek slatinných společenstev se vzácnou květenou.